# Итальянские ВВС на Восточном фронте
 Итальянские ВВС на Восточном фронте  (с 1942 года CAFO или Авиационное командование Восточного фронта) — военно-воздушные силы в составе Итальянского экспедиционного корпуса в СССР воевавшего на стороне Гитлеровской Германии и стран «Оси» с 1941 по 1943 годы. Итальянские ВВС принимали участие в ходе наступления немецких и итальянских войск на Донбасс и Ростов в 1941 году, а также во время наступления на Воронеж и Ворошиловград и Сталинград в 1942 году. После разгрома войск стран «Оси» под Сталинградом в начале 1943 года были отозваны в Италию.

## История
22 июня 1941 года гитлеровская Германия напала на СССР. Союзная Германии фашистская Италия в лице Дуче Муссолини 30 июня предложила свою помощь Гитлеру, намереваясь получить часть советской территории и уже 10 июля началось формирование военного экспедиционного корпуса известного как CSIR (Corpo di Spedizione Italiano in Russia — Итальянский экспедиционный корпус в России.
Наряду с сухопутными силами, в состав CSIR были включены авиационные части — 61-я группа взаимодействия с армией, в состав которой входили двухмоторные многоцелевые самолёты Caproni Ca.311, отдельная дальнеразведывательная эскадрилья с трёхмоторными машинами CANT Z.1007bis, 22-я истребительная группа и звено транспортных самолётов. Командующим итальянской авиационной группировки был назначен полковник Карло Драго.
Именно 22-й истребительной группе, под командованием майора Джованни Борцони, предстояло стать авангардом итальянских авиационных сил в СССР. Группа состояла из четырёх эскадрилий (359-я, 562-я, 369-я и 371-я). Каждая эскадрилья состояла из двенадцати истребителей Macchi C.200 Saetta, плюс три таких же истребителя в управлении группы. Таким образом вся 22-я группа состояла из 51 истребителя.

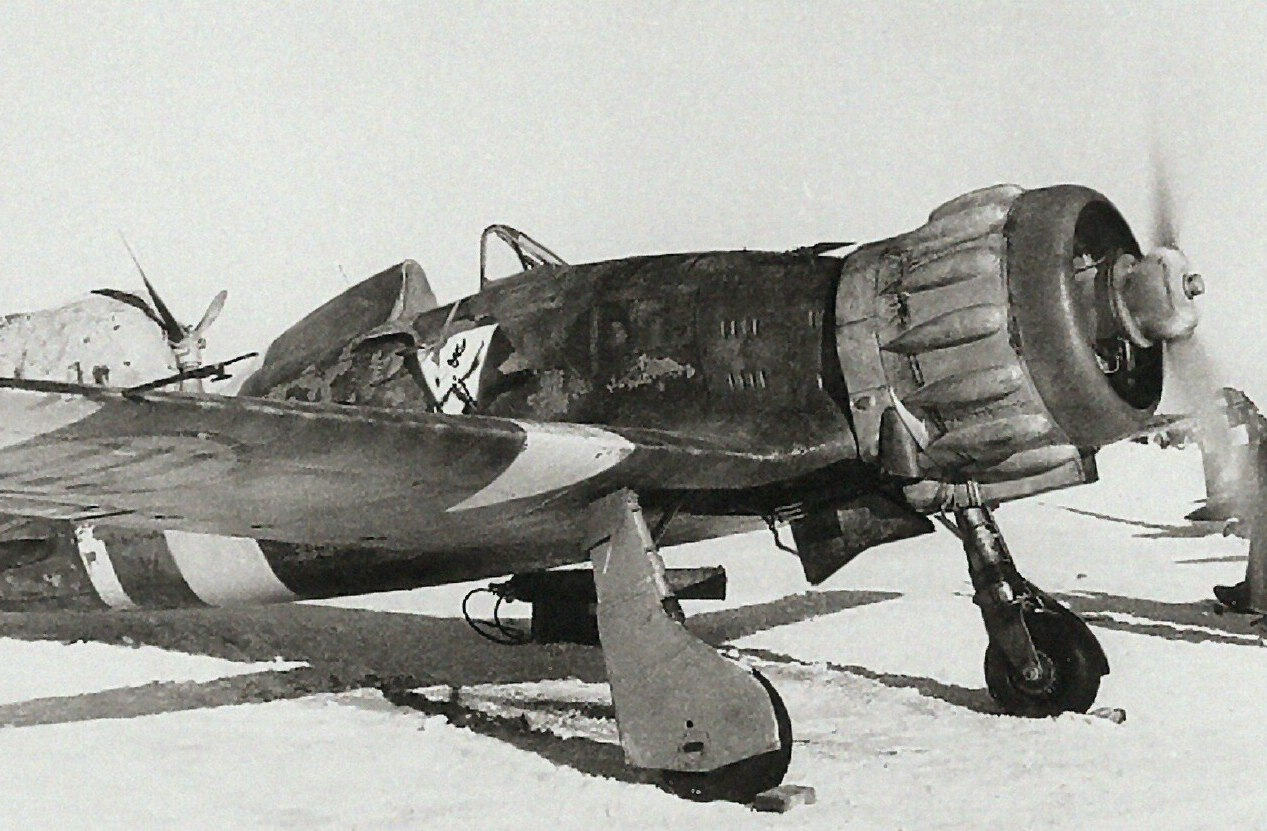
Macchi C.200 Saetta с эмблемой 22-й автономной группы Королевских ВВС Италии. Кривой Рог, 1941 год.

### 1941 год
12 августа 1941 года итальянские воздушные силы CSIR перелетели на аэродром Тудора в Румынию. В течение последующих двух недель итальянцы ждали задачи от германского командования. Наконец в 20-х числах августа группа была перебазирована в Кривой Рог и уже 27 числа вступила в свой первый бой. Итальянские истребители атаковали группу советских бомбардировщиков СБ, сопровождаемых истребителями И-16. В результате боя были сбиты шесть бомбардировщиков СБ и два истребителя И-16. Далее «Саетты» использовались в роли штурмовиков и понесли свои первые потери. 28 августа был подбит один итальянский истребитель, а 3 сентября советскими зенитками были сбиты сразу три «Саетты». Кроме того, нередко, итальянские истребители подвергались атакам и обстрелам со стороны немецких союзников, поскольку их силуэт напоминал советские истребители И-16. Поэтому было принято решение о нанесение на фюзеляж и законцовки крыльев яркие жёлтые полосы — отличительные идентификационные знаки самолётов стран «Оси» на Восточном фронте.

Эмблема 22-й автономной группы.

В конце октября 1941 года, по мере продвижения фронта на Восток, итальянская авиационная группа была перебазирована в Запорожье. Здесь истребители сопровождали немецкие пикировщики Junkers Ju 87 и разведчиков Henschel Hs-126. В ноябре и декабре итальянские самолёты не были задействованы, причиной тому была плохая погода. К тому же морозы очень скоро дали о себе знать не приспособленным к холодам двигателям итальянских самолётов, в которых замерзало масло и рабочая жидкость в гидросистеме, а так же экипажам — кабины самолётов Macchi были открытыми.

### 1942 год
Лишь 4 февраля 1942 года работа 22-й истребительной группы возобновилась. 10 «Саетт» штурмовали аэродром «Красный Лиман», в ходе чего на земле было уничтожено 10 советских самолётов, 6 повреждено, а 3 было сбито при попытке взлететь. 24 и 28 февраля состоялось два воздушных боя, в ходе которых было подбито по одному И-16.
В мае 1942 года 22-я группа была отозвана обратно в Италию, для отдыха, ротации и пополнения новыми истребителями. За 10 месяцев боёв 22-я группа выполнила 608 боевых вылетов, 611 на сопровождение и 172 штурмовых вылета.
К тому времени, в рамках подготовки дальнейшего наступления сил «Оси» на Сталинград, сухопутный итальянский экспедиционный корпус был усилен и преобразован в 8-ю итальянскую армию, она же ARMIR. Численность итальянских войск в СССР возросла с первоначальных 60 000 до 227 000 человек. Одновременно с этим ARMIR придавались авиационные силы преобразованные в CAFO — Comando Aeronautica Fronte Orientale или Авиационное командование Восточного фронта. В состав CAFO были включены две авиагруппы 21-я истребительная и 71-я бомбардировочная, состоявшая из двухмоторных бомбрадировщиков Fiat BR.20M. К тому же на этот раз итальянские воздушные силы напрямую были подчинены 4-му воздушному флоту Люфтваффе под командованием вначале Александера Лёра, а затем с июля Вольфрама фон Рихтгофена. 21-я группа прибыла на Восточный фронт в мае 1942-го в составе трёх эскадрилий (356-я, 382-я и 386-я) под командованием майора Этторе Фосчини. На вооружении группы были всё те же «Саетты». Базовым для группы стали аэродром в Сталино. Первые воздушные бои обновлённые итальянские силы провели уже 8 мая, когда три «Саетты» прикрывали проводивший в районе Славянск-Маяки разведку немецкий Hs-126. Внезапно появилось звено советских И-16 с которыми итальянцам пришлось вступить в бой. В итоге был потерян один итальянский истребитель. 9 мая 1942 года началась советское наступление на Харьков. В этих боях итальянские «Саетты» эскортировали немецкие бомбардировщики и разведчики. 27 июня все четыре эскадрильи CAFO были перебазированы в Барвенково. 1 июля в небе Артёмовска состоялся крупный воздушный бой 15 итальянских истребителя атаковали до 40 советских бомбардировщиков и штурмовиков. Здесь итальянским пилотам впервые довелось столкнуться со штурмовиками Ил-2, против которых оказались бессильны итальянские крупнокалиберные авиационные пулемёты.
С началом наступления войск «Оси» на Сталинград в июле 1942-го, итальянские эскадрильи вновь передислоцировались. 356-я и 361-я перелетели в Ворошиловград, а 382-я и 386-я в Тацинскую. Теперь основные боевые задачи итальянским лётчикам отводилось выполнять между Доном и Северным Донцом. Однако итальянским истребителям всё труднее давались бои с советскими пилотами, многие из которых теперь уже воевали на новых машинах. 29 июля девять «Саетт» вылетели сопровождать пикировщики «Штука». Вступив в бой 15 советскими ЛаГГ-3, итальянцы потеряли три истребителя, сбив лишь один советский. Спустя сутки ситуация повторилась, но на этот раз были потеряны два итальянских истребителя, при одном сбитом советском. Сказывалось моральное устаревание итальянского авиационного парка.
Однако отправить новые итальянские самолёты на Восточный фронт не представлялось возможным из-за приоритета таких поставок в Северную Африку. Лишь в сентябре 1942 года в 21-ю группу прибыли 12 новейших истребителя Macchi C.202 Folgore. Прежде всего новый «Фольгоре» отличался рядным двигателем выпускавшимся в Италии по немецкой лицензии и представлявшим собой итальянскую версию авиационного мотора Daimler-Benz DB.601А, который ставился на широко известные «Мессершмитты» Bf. 109. С этим двигателем новый итальянский истребитель по характеристикам сравнился с немецким. В октябре прибыли ещё два «Фольгоре» в качестве фоторазведчиков.
19 ноября 1942 года началась операция «Уран», стратегическое контрнаступление советских войск на Дону. К этому времени итальянские боевые самолёты выполняли роль прикрытия и поддержки наземных частей. В декабре того же года, в связи с приближением советский войск, итальянские самолёты были отведены в Ворошиловград.

## Итог
Свой последний бой в СССР самолёты CAFO осуществили 17 января 1943 года, когда 25 итальянских истребителей штурмовали наступающие советские войска в районе Миллерово. А уже 18 января был отдан приказ о возвращении CAFO в Италию. Группа через Одессу вернулась в Италию бросив 15 неисправных самолётов в Сталино.
За 17 месяцев на Восточном фронте 22-я и 21-я группы выполнили 2557 вылетов, 1983 вылета сопровождения, 1310 — штурмовых вылета, 511 вылетов прикрытия войск. По итальянским данным было заявлено об уничтожении 88 советских самолётов и о потери от 15 до 19 своих самолётов. Лучшим асом из итальянцев на Восточном фронте стал капитан Германо ла Ферла, записавший на свой счёт 6 сбитых самолётов.